# 財務会計の概念フレームワーク
財務会計の概念フレームワーク（ざいむかいけいのがいねんフレームワーク、Conceptual Framework of Financial Accounting）とは、企業会計基準委員会の発表した討議資料である。
概念フレームワークは、企業会計（主に財務会計）の基礎となる前提や概念を体系化したものである。財務報告の目的や資産・負債などの重要概念を設定し、そこから演繹的に個々の会計基準を開発していく方針を導出するという目的を有する。

## 背景
会計基準を体系化するための方針としての概念フレームワークは、1970年代の米国において、財務会計基準審議会（FASB）によって初めて導入された。その後、国際会計基準審議会（IASB）においても概念フレームワークを用いる方式が採用されている。会計基準の国際的統合化にともなって、概念フレームワークについてもコンバージェンスが進み、IASBが単独で概念フレームワークの検討を行うこととなった。
日本においても、企業会計基準委員会は2004年7月に討議資料として概念フレームワークを発表し、2006年12月に改訂版を発表した。なお、FASBとIASBが概念フレームワークの共同開発を行っていたという国際的な流れを考慮し、企業会計基準委員会の「財務会計の概念フレームワーク」はあくまで会計基準ではなく討議資料であるという位置づけに留まった。

## 意義
従来の日本においては、会計基準の設定方法は、企業会計の実務慣行のなかから一般に公正妥当と認められたところを要約するという帰納的アプローチに基づいていた。その代表が企業会計原則である。
しかし、帰納的アプローチでは、現状の会計実務に問題があってもそれを改善することが難しく、また今まで存在しなかったような取引・事象について対応することができないという問題が存在した。また、会計基準全体の整合性・首尾一貫性が維持されない可能性があることも問題視されていた。
こうした問題を克服するため、会計基準を理論的に体系づけて開発すること（演繹的アプローチ）が求められるようになった。そのための手段として、概念フレームワークは会計公準論と並んで重要な位置を占めている。また、日本の「財務会計の概念フレームワーク」は、IASBの開発する国際財務報告基準に対する日本の立場を主張するための論拠としても使用されている。

## 特色
日本の「財務会計の概念フレームワーク」は、アメリカの財務会計基準審議会（FASB）発表の概念フレームワークと類似した体系を有している。一方で、包括利益だけでなく純利益を定義してその意義を認めたこと、公正価値会計を金融投資にのみ求めること、リサイクリング（組換調整）を行うべきであるとしたことなど、米国の概念フレームワークとは大きく異なる点もある。
「財務報告の目的」については、日本の概念フレームワークでは、「投資家による企業成果の予測と企業価値の評価に役立つような企業の財務状況の開示」としている。そして、「投資のポジション」という概念を重視している点に特色がある。これに対して、IASBの「概念フレームワーク」では、経済的資源・請求権やその変動を表す「財政状態」という概念を重視している。